# Dinah Jane
Dinah Jane Milika Ilaisaane Hansen, född 22 juni 1997 i Santa Ana i Kalifornien, är en amerikansk sångerska av tongansk, samoansk, fijiansk och dansk härkomst. Hon gjorde som fjortonåring år 2012 audition för den amerikanska versionen av The X Factor, där hon på själva auditionen framförde låten "If I Were a Boy" av Beyoncé. Efter att ha blivit eliminerad under det stora bootcampmomentet, så fick hon tillsammans med Ally Brooke, Normani, Lauren Jauregui och Camila Cabello chansen till att få komma tillbaka in i tävlingen, som en del av musikgruppen Fifth Harmony. När gruppen sedan upplöstes under år 2018, så fick Dinah Jane ett skivkontrakt tillsammans med Hitco Entertainment, grundat av L.A. Reid och Charles Goldstuck. Hon släppte sin debutsolosingel "Bottled Up" (med Ty Dolla Sign och Mark E. Bassy som gästartister) i september 2018, följt av EP'n Dinah Jane 1, i april 2019.

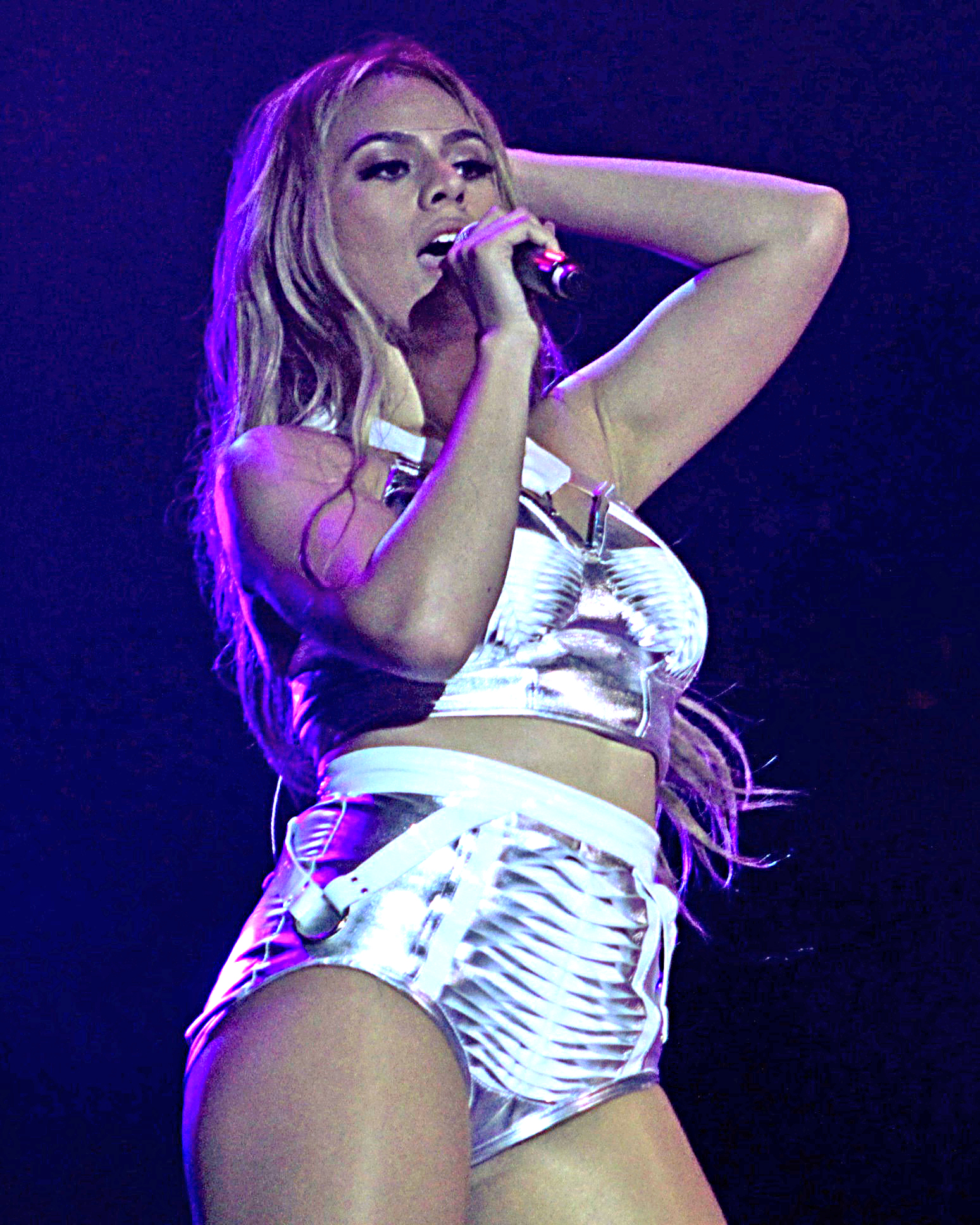
Dinah Jane under ett musikuppträde tillsammans med Fifth Harmony, den 14 september 2017.

Dinah Jane är äldst av totalt åtta syskon, och har vuxit upp i ett hushåll med över tjugofyra familjemedlemmar. Hon är även en del av Jesu Kristi Kyrka av Sista Dagars Heliga, och har Christina Aguilera, Patti LaBelle, Beyoncé, Leona Lewis, Mariah Carey och Etta James som sina musikaliska influenser.